# حرکت برای سوسیالیسم (بولیوی)
حرکت برای سوسیالیسم (اسپانیایی: Movimiento al Socialismo–Instrumento Político por la Soberanía de los Pueblos‎) نام یک جنبش سیاسی اجتماعی برای حق حاکمیت مردم است که در قالب یک حزب سیاسی در بولیوی از سال ۱۹۹۵ فعالیت می‌کند. این حزب از ۲۲ ژانویه ۲۰۰۶ تا ۱۰ نوامبر ۲۰۱۹ قدرت را در بولیوی در دست داشته و مجدداً از اکتبر ۲۰۲۰ قدرت را به دست آورده‌است.